# Krakówek
Krakówek – wieś w Polsce położona w województwie kujawsko-pomorskim, w powiecie świeckim, w gminie Drzycim.
W latach 1975–1998 miejscowość administracyjnie należała do województwa bydgoskiego. Według Narodowego Spisu Powszechnego (III 2011 r.) liczyła 112 mieszkańców. Jest dwunastą co do wielkości miejscowością gminy Drzycim.